# فدراسیون کارگران آمریکا و کنگره سازمان‌های صنعتی
فدراسیون کارگران آمریکا و کنگره سازمانهای صنعتی (به انگلیسی: American Federation of Labor - Congress of Industrial Organisations)(به اختصار AFL – CIO)، مرکز ملی سندیکایی آمریکا و بزرگترین فدراسیون سندیکاها در ایالات متحده است. این فدراسیون از چهل و شش سندیکای ملی و بین‌المللی تشکیل شده که روی هم رفته ۱۲ میلیون کارگر فعال و بازنشسته را نمایندگی می‌کنند. این نهاد که در حقیقت اتحادیه اتحادیه‌های کارگری به‌شمار می‌آید، در هزینه‌کرد و کنش‌گری سیاسی حضور فعالی دارد و میان اتحادیه‌های کارگری متعدد هماهنگی ایجاد می‌کند.
سابقه تأسیس این اتحادیه قدرتمند به سال ۱۸۸۶ بازمی‌گردد. در این سال، فدراسیون کارگری آمریکا با نام اختصاری AFL به منظور حمایت از حقوق کارگران و مقابله با کارفرمایان تشکیل شد. با گسترش نظام سرمایه‌داری و پیشرفت صنایع از جمله صنایع اتومبیل سازی، نقش اتحادیه‌های کارگری رو به افزایش گذاشت و تعداد و تنوع آنان نیز گسترش یافت تا جایی‌که سرانجام در سال ۱۹۳۸ یک سازمان قدرتمند کارگری به نام کنگره سازمان‌های صنعتی با نام اختصاری CIO تأسیس شد. تقریباً تا ۲۰ سال بعد دو سازمان عمده کارگری در عرصه اجتماعی، از منافع کارگری دفاع می‌کردند و بعضاً رقابت‌های شدیدی نیز با یکدیگر داشتند. در سال ۱۹۵۵ با ادغام دو سازمان در یکدیگر و تشکیل AFL-CIO دومین گروه ذی‌نفوذ از لحاظ تعداد اعضا در ایالات متحده شکل گرفت.
روند عضویت کارگران در این مجموعه طی سالیان گذشته رو به کاهش گذاشته‌است و عمده‌ترین علت آن تحولات اجتماعی و توسعه رفاه کارگران بوده‌است. در حالی که در سال ۱۹۵۶، ۳۳ درصد کارگران غیر کشاورزی عضو آن بودند، این رقم در آستانه سال ۲۰۰۰ به ۱۶ درصد کاهش یافت. به‌علاوه بسیاری از کارگران اتحادیه‌های خاص خود را دارند و عضو اتحادیه نیستند، از جمله انجمن ملی آموزش که منافع معلمین مدارس ایالات متحده را نمایندگی می‌کند.